# Shota Saito
Shota Saito (født 15. juni 1994) er en tidligere japansk fodboldspiller.
Han har spillet for flere forskellige klubber i sin karriere, herunder FC Machida Zelvia.